# Mikita Bukatkin
Mikita Alaksandrawicz Bukatkin (biał. Мікіта Аляксандравіч Букаткін, ros. Никита Александрович Букаткин, Nikita Aleksandrowicz Bukatkin; ur. 7 marca 1988) – białoruski piłkarz występujący na pozycji pomocnika.